# Torreóni csata (1913)
Az 1913. szeptember 27-től október 1-ig tartó torreóni csata a mexikói forradalom egyik ütközete volt, ahol a Pancho Villa vezette forradalmárok elfoglalták a huertista szövetségi erők által védett várost.

## Előzmények
Az 1910-ben kezdődött forradalom első szakasza a forradalmárok győzelmével zárult: 1911-ben lemondott Porfirio Díaz elnök, helyére később Francisco Ignacio Madero, a forradalom kirobbantója került. 1913 elején azonban a régi rendszer hívei Victoriano Huerta árulása segítségével meggyilkolták Maderót, az új elnök Huerta lett. Ellene országos összefogás alakult ki a korábbi forradalmárok köreiben, Chihuahua államban az antihuertista mozgalom valódi parancsnoka Pancho Villa volt, bár Venustiano Carranza coahuilai kormányzó volt az, aki saját magát az egész felkelés fővezérévé nevezte ki.
Villa tavasszal mindössze 8 társával érkezett vissza Mexikóba az Amerikai Egyesült Államokból, ám ahogy teltek a hónapok, egyre többen csatlakoztak hozzá, és egyre több fegyvert is szereztek. Néhány csata megvívása után Torreón megtámadása mellett döntöttek. Torreón egy közel 30 000 lakosú, fiatal, modern város volt Coahuila és Durango állam határán (Coahuila területén), a Nazas folyó partján, szinte összeépülve a folyó túloldalán fekvő durangói Gómez Palacióval és Lerdóval. Amellett, hogy fontos vasúti csomópont volt, óriási jelentőséggel bírt a gyapottermesztés és -feldolgozás terén is.
A várostömörülést Eutiquio Munguía vezetésével eredetileg egy körülbelül 3500 fős, szövetségi katonákból és a hozzájuk csatlakozó orozquista irreguláris, vörös zászlós csapatokból álló helyőrség védte. Munguía azonban Ocaranza tábornok vezetésével sok embert kiküldött Monterrey irányába, hogy utat nyissanak a Huerta által Saltillóból Trucy Albert vezetésével odarendelt 650 fős erősítésnek, akik félmillió lőszert és 1200 gránátot is hoztak magukkal. Ocaranzáékat azonban kisebb villista csapatok megállásra kényszerítették, és az erősítés sem tudott odaérni időben. Amikor a csata elkezdődött, még több mint 200 km-re voltak Torreóntól.
Villa és 1100 embere lovon, vonaton és egy autóval indult el Jiménez városából, majd Bermejillónál megálltak. Itt csatlakozott hozzájuk Maclovio Herrera és Tomás Urbina serege, majd további önkéntesek léptek be közéjük. Hamarosan megérkeztek a Nazas bal partján, a városoktól délnyugatra fekvő La Goma haciendához, ahol 26-án Villa és Calixto Contreras elkezdték megbeszélni a támadás terveit. Úgy döntöttek, Villa és Urbina a folyó torreóni oldalán, Herrera pedig a másik parton, Gómez Palacio és Lerdo oldalán indul majd el északkelet felé. Ezért Urbina és Villa átkelt a Nazason, ám az erős áramlat elszakította a komp kötelét, így azt a folyó elsodorta rakományával (köztük az autóval) együtt.
27-én a forradalmárok megszállták a tulajdonosai által már elhagyott, korábban bortermeléssel foglalkozó Santísima Trinidad de la Loma de España (röviden La Loma) haciendát, ahol Villa összehívta seregének vezetőit és a La Laguna-beli helyi forradalmárok képviselőit: Urbinát, Herrerát, Toribio Ortegát, Eugenio Aguirre Benavidest (akinek brigádja főként környékbeli vasutasokból állt), José Isabel Roblest (aki tanár volt), Orestes Pereyra bádogost, Calixto Contrerast és Juan E. Garcíát. Az összegyűltek Pancho Villát választották a megalakuló északi hadosztály (División del Norte) főparancsnokává. Különböző vélemények szerint a teljes forradalmár had létszáma ekkorra már elérte 4000–9000 főt. Négy, 75 mm-es ágyúval rendelkeztek.

## A csata

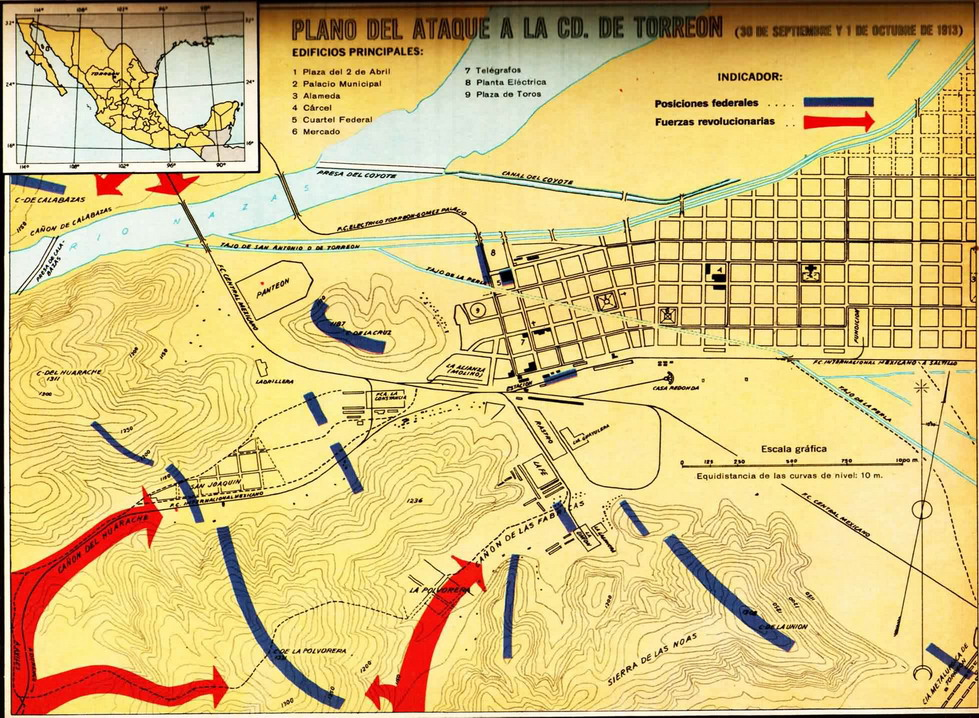
Térkép a csatáról. Kékkel a szövetségiek, pirossal a villisták

A lerdói oldalon Emilio Campa vörös csapatai már akkor megkezdték a lövöldözéseket, amikor a gyűlés még tartott. 28-án az azon a parton elinduló Maclovio Herrera csapatai egy délelőtt 10-kor kezdődő, négyórás harc során megfutamították őket, 18 foglyot ejtve, akiket azonnal agyon is lőttek. 29-én délelőtt a torreóni parton (kb. 20 km-rel délnyugatra a várostól) Villáék is összecsaptak a szövetségiekkel, akiket Alvírez tábornok vezetett. Őt Munguía küldte 550 emberrel és két ágyúval, hogy derítse fel a helyzetet. Amikor a forradalmárok értesültek Alvírez seregeiről, Villa és emberei előresiettek, Urbináék oldalról fedezték őket, míg Aguirre Benavides és Domingo Yuriar egységei hátul maradtak. Villa lovassága lerohanta Avilés falut, ahol Alvírez emberei voltak: a forradalmárok fél óra alatt győzelmet arattak. Villa két tisztje, Joaquín Vargas és Pedro Ortega megölte Alvírezt és vezérkarát is. A szövetségiek közül 467-en vagy 487-en vesztették életüket, 25-en (köztük 6 tiszt) fogságba estek, a többiek délután egy óra körül érkeztek vissza Torreónba. A foglyok közül azok, akik hajlandóak voltak átállni a felkelőkhöz, életben maradtak, a többieket kivégezték. A forradalmárok megszerezték a szövetségiek két ágyúját, valamint 532 7 mm-es Mauser puskát, 150 000 töltényt és 360 gránátot.
Ezzel egy időben a túlparton Herrera és Campa egységei csaptak össze, utóbbiak kinyitották a tlahualilói víztározók zsilipeit, hogy a Nazas megárasztásával megállítsák a forradalmárokat. Herreráék ezután sok időt eltöltöttek azzal, hogy a zsilipeket megjavítsák, ezért a 30-án kezdődő, Torreón elleni támadás elejére nem értek oda a helyszínre.
Villa két részre osztotta seregét, az egyiket Aguirre Benavides és Yuriar vezette, a másikat Ortega. Délután 3–5 óra táján indultak meg a hegyek között meghúzódó kanyonokban a város felé, majd hamarosan elérték az első védelmi vonalakat. Nem bocsátkoztak nyílt ütközetbe, inkább nyomás alá akarták helyezni és felőrölni a védelmet. Eközben egy Gutiérrez Galindo nevű harcos megtámadta a Casa Colorada védőit, de lovát megölték, neki a lába sebesült meg, társaitól pedig elszigetelődött. Kivágta a lótetem hasát, és abba belemászva rejtőzött el másnapig, amíg társai elfoglalták a Casa Coloradát.
Villa a Huarache-kanyon bejáratánál megvárta az éjszakát, és akkor kezdtek el lassacskán előrehaladni. Hogy embereit megkülönböztethesse, elrendelte, hogy kalap nélkül, könyökig felhajtott jobb ingujjal jelezzék hovatartozásukat. Több csúcsot is megszálltak éjjel, de a hajnali órákban a védők ellentámadást indítottak, és visszaszereztek néhány pozíciót. Reggel a vörösök Benjamín Argumedo vezetésével a Cerro de la Polvareda csúcsot támadták, de a villisták géppuskával lőtték őket, így vissza kellett vonulniuk. Mivel a túlparton Campa emberei is vereséget szenvedtek, Munguíának nem sok lehetősége maradt. Villa azonnal elrendelte a város megtámadását, és a hozzá csatlakozó Herrerával együtt hamarosan elérték a vasútállomást. A védelem este 9-re omlott össze véglegesen.

## A csata utáni napok
2-án reggel 10-kor Villát zenével fogadták a városban. Bár a védők menekülésükkor megpróbáltak minél több felszerelést elpusztítani, hogy ne jusson a forradalmárok kezére, a hadizsákmány így is igen jelentős volt. Rengeteg fegyvert (többek között 5 géppuskát és 11 ágyút, köztük a Rorro és az El Niño nevű óriási ágyúkat) és körülbelül félmillió lőszert szereztek, valamint jó néhány vonatot is (39 mozdonyt és számos vagont).
A kivégzésre szánt foglyok között volt 8 spanyol telepes is. Egy Guadalupe Cervantes nevű nő Villánál könyörgött az életükért, de Villa azt válaszolta, az összes „gachupínt” (spanyolt) agyon kellene lőni, nem csak ezt a nyolcat. A nő kétségbeesetten ment a kivégzés helyszínére, és sírva próbálta meggyőzni őket, hogy álljanak át a villistákhoz. Végül ennek volt köszönhető, hogy életben hagyták őket. De ennél sokkal több fogoly volt, akik nagy részére valóban kivégzés várt. Ötszáz foglyot gyűjtöttek össze Avilésben, majd elkülönítették a sorkatonákat (nekik felajánlották, hogy csatlakozzanak a forradalmárokhoz) és 167 tisztet és vörös harcost. Őket Rodolfo Fierro és Pablo C. Seáñez egyesével kezdték lelőni, de csak 10–12-ig jutottak, amikor parancs jött, hogy egyelőre mégse öljék meg a foglyokat, mert közülük is lennének, akik átállnának. Végül körülbelül 100-at öltek meg közülük.
A győzelem utáni fosztogatásokat Villa úgy próbálta megakadályozni, hogy a fosztogatókat agyonlövette (mindössze két utcában, 10–15 üzletet raboltak ki), viszont a környékbeli gazdag birtokosoktól ő maga is előszeretettel kényszerített ki „kölcsönöket”, amelyeket aztán részben saját seregére fordított, részben szétosztogatott, például kórházak számára.
Villa ezekben a napokban kötött házasságot egy újabb nővel, Juanita Torresszel.
A vesztes Munguíát, aki Matamoros felé menekült, később Mexikóvárosban hadbíróság elé állították a vereség miatt. Védekezésül azt hozta fel, hogy a város (addig őket támogató) spanyol telepesei kezdtek el menekülni, és magukkal sodorták a már lelkesedésüket vesztett katonákat.